# Ashk

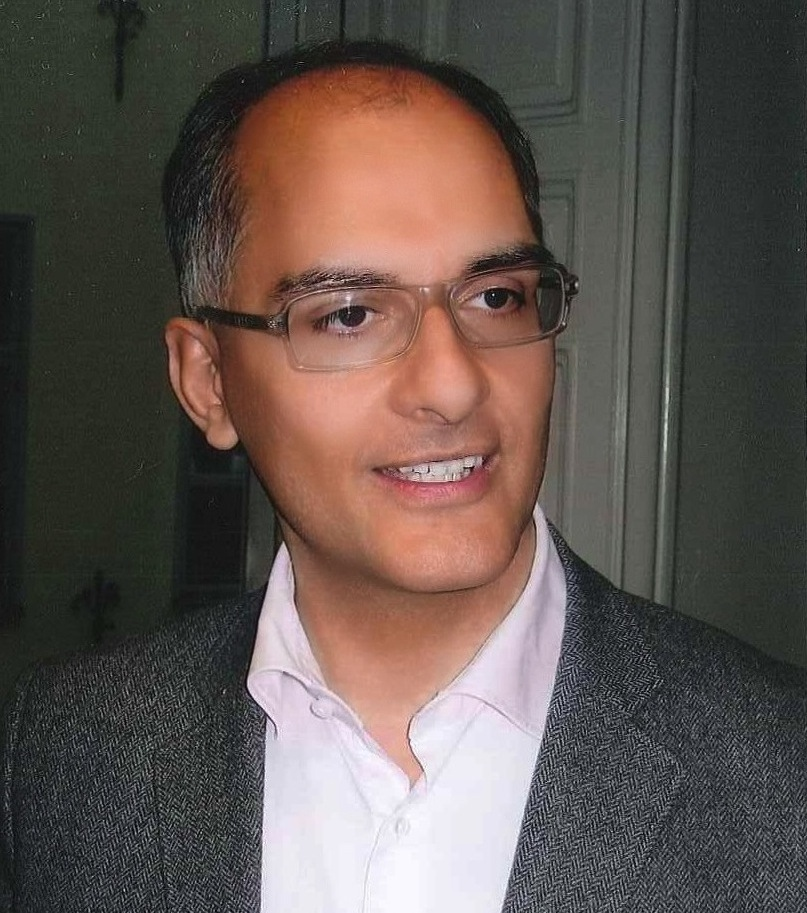
Ashk Dahlén, 2011.

Ashk (persiska: اشک, fornpersiska: 𐎠𐎼𐏁𐎣 Aršaka, svenska Arsakes av latinets Arsaces) är ett iranskt mansnamn som betyder "tår" på persiska. 
Aršak är namnets egentliga form på det parthiska språket som talades i nordöstra Iran. Det förkortades till Ashk på så kallad nypersiska. 
Namnet Ashk har även gett namn åt staden Asjchabad, huvudstad i nuvarande Turkmenistan, som var huvudsäte för den parthiska dynastin.

## Personer
- Ashk, grundaren av den parthiska dynastin 248 f.Kr–224 e.Kr., se Arsakes I
- Ashk, (född 1951) författarnamn för Ibrahim Khan Gauri
- Ashk Dahlén, (född 1972), iransk-svensk språkvetare och översättare